# Kälksport

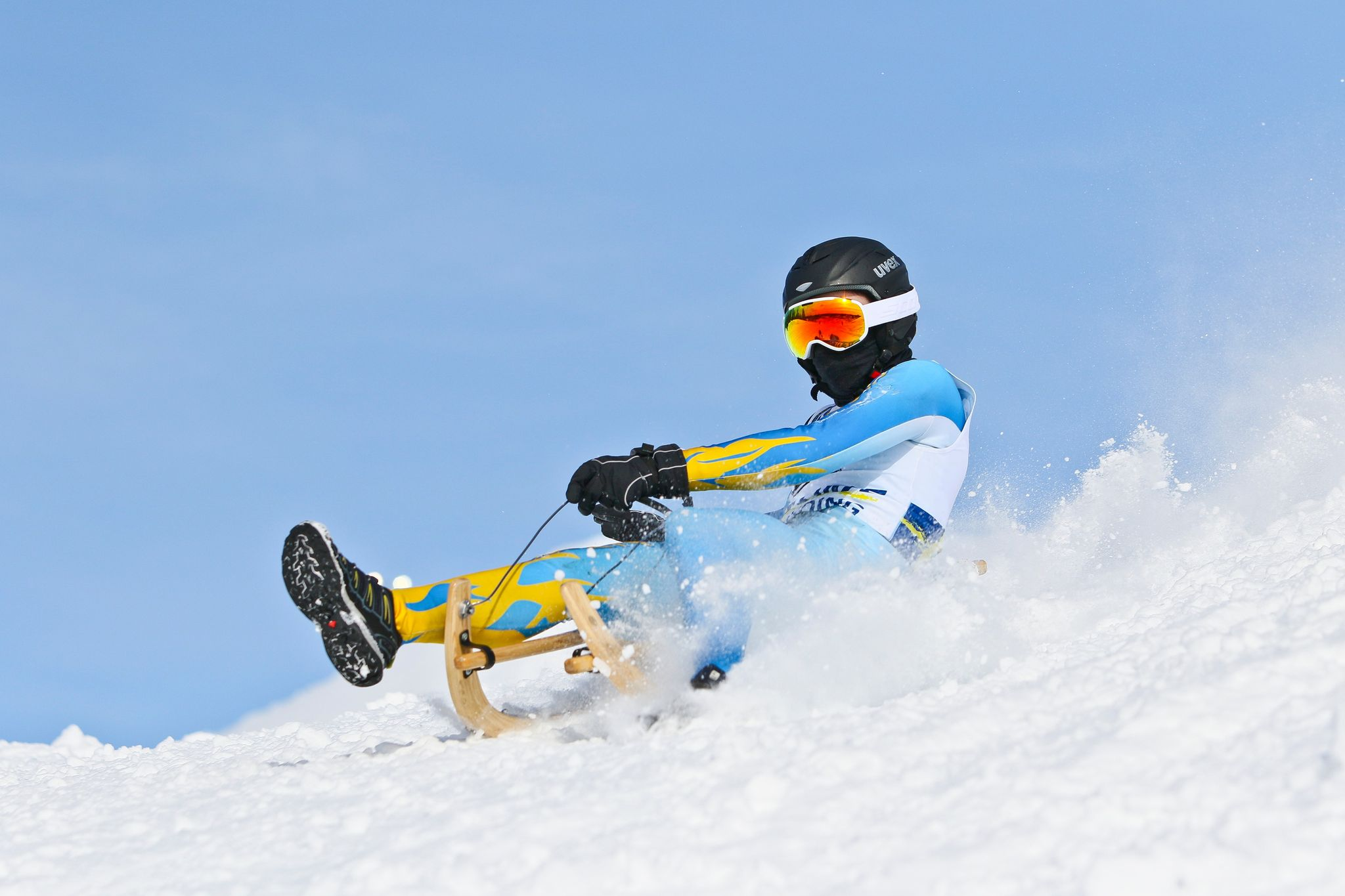
Alpinrodel är en kälksport.

Kälksport är sporter som utövas med en kälke, ett fordon försett med medar av metall, oftast på en bana av is. Benämningen avser i allmänhet bob, rodel och skeleton.
I Sverige sorterar kälksport under Svenska Kälksportförbundet, numer Svenska Skridsko-, Kälk- och Rullidrottsförbundet.

## Sporter
- bob
  - monobob
  - tvåmannabob
  - fyrmannabob
  - parabob
- rodel
  - alpinrodel
  - banrodel
  - naturrodel
  - hjulrodel
- skeleton
- sledcross

## Galleri

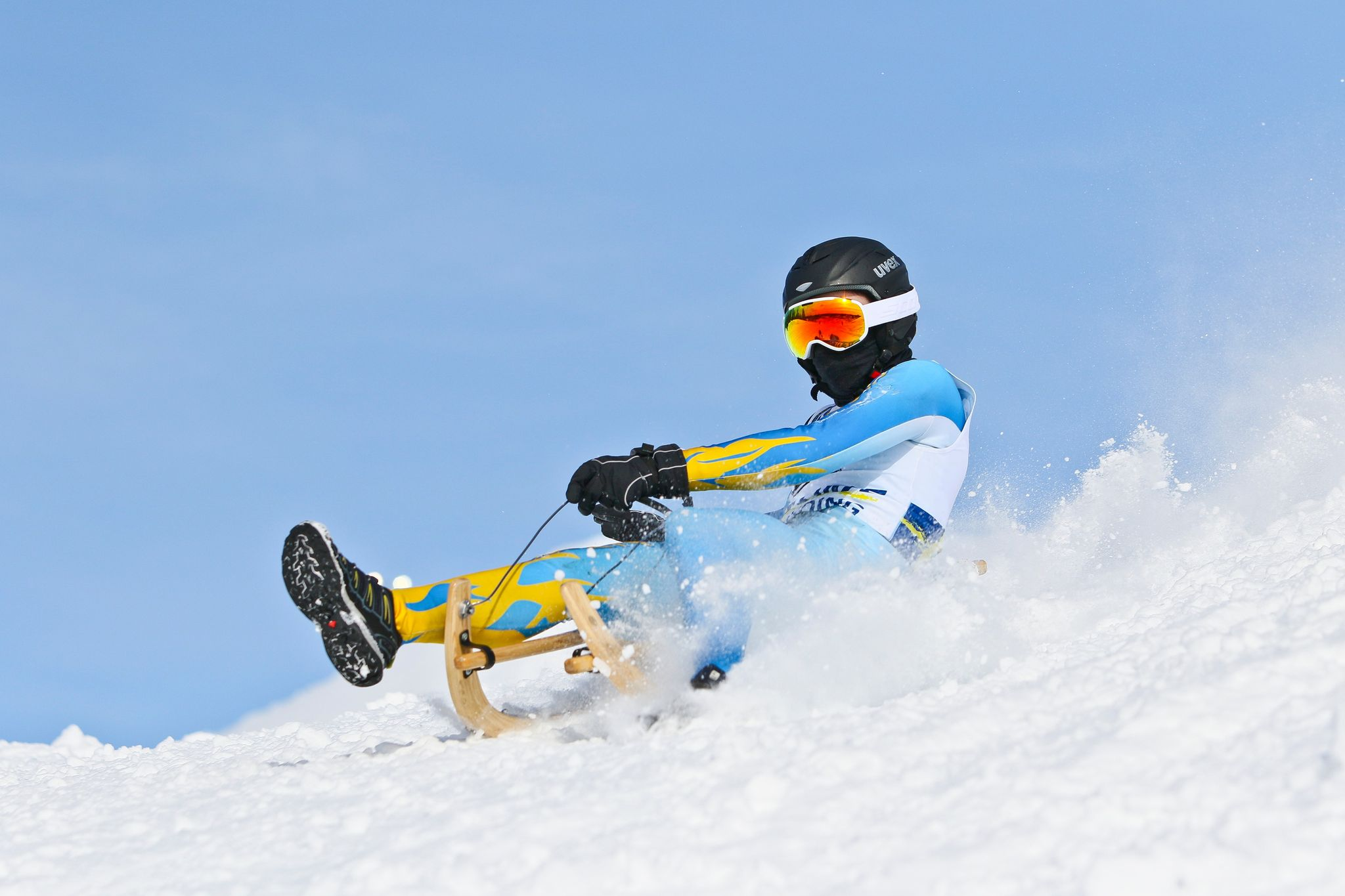
Alpinrodel.
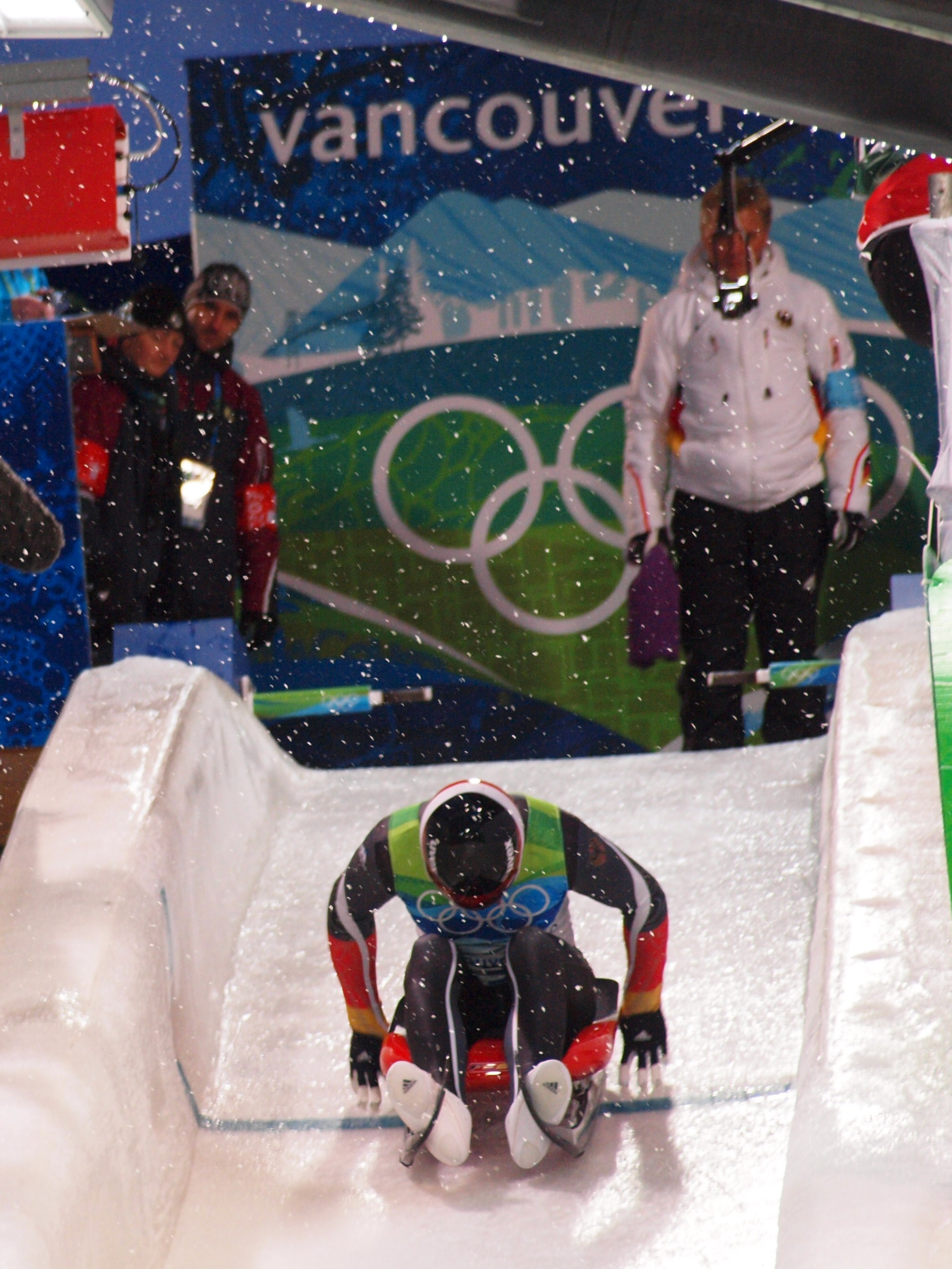
Banrodel.
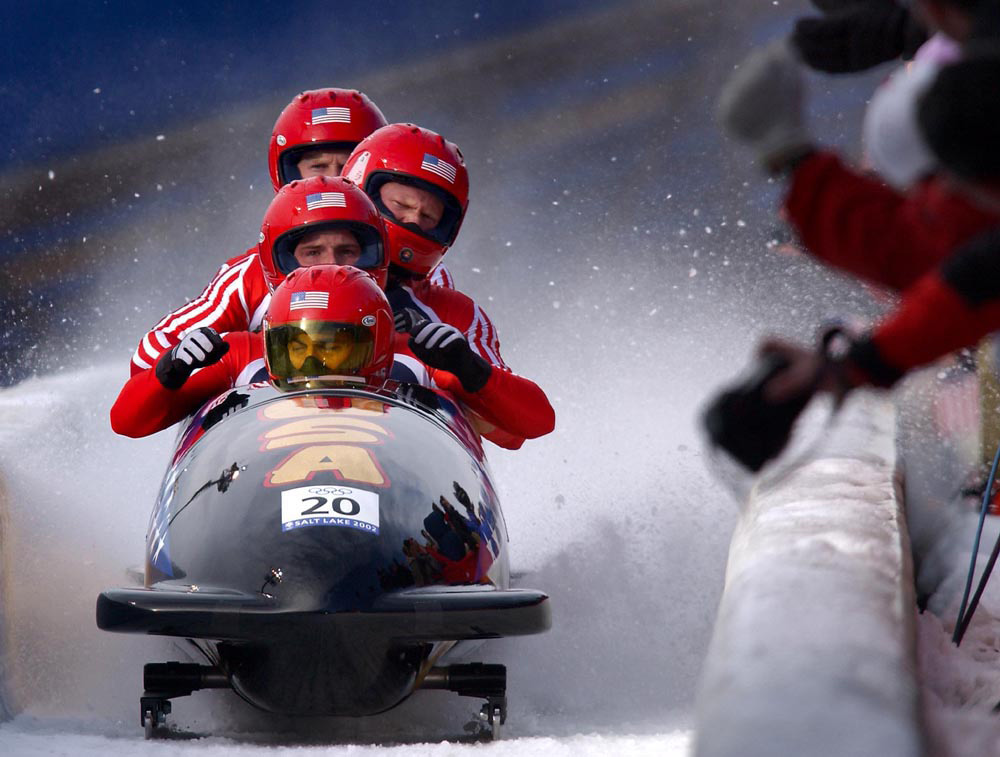
Bob.
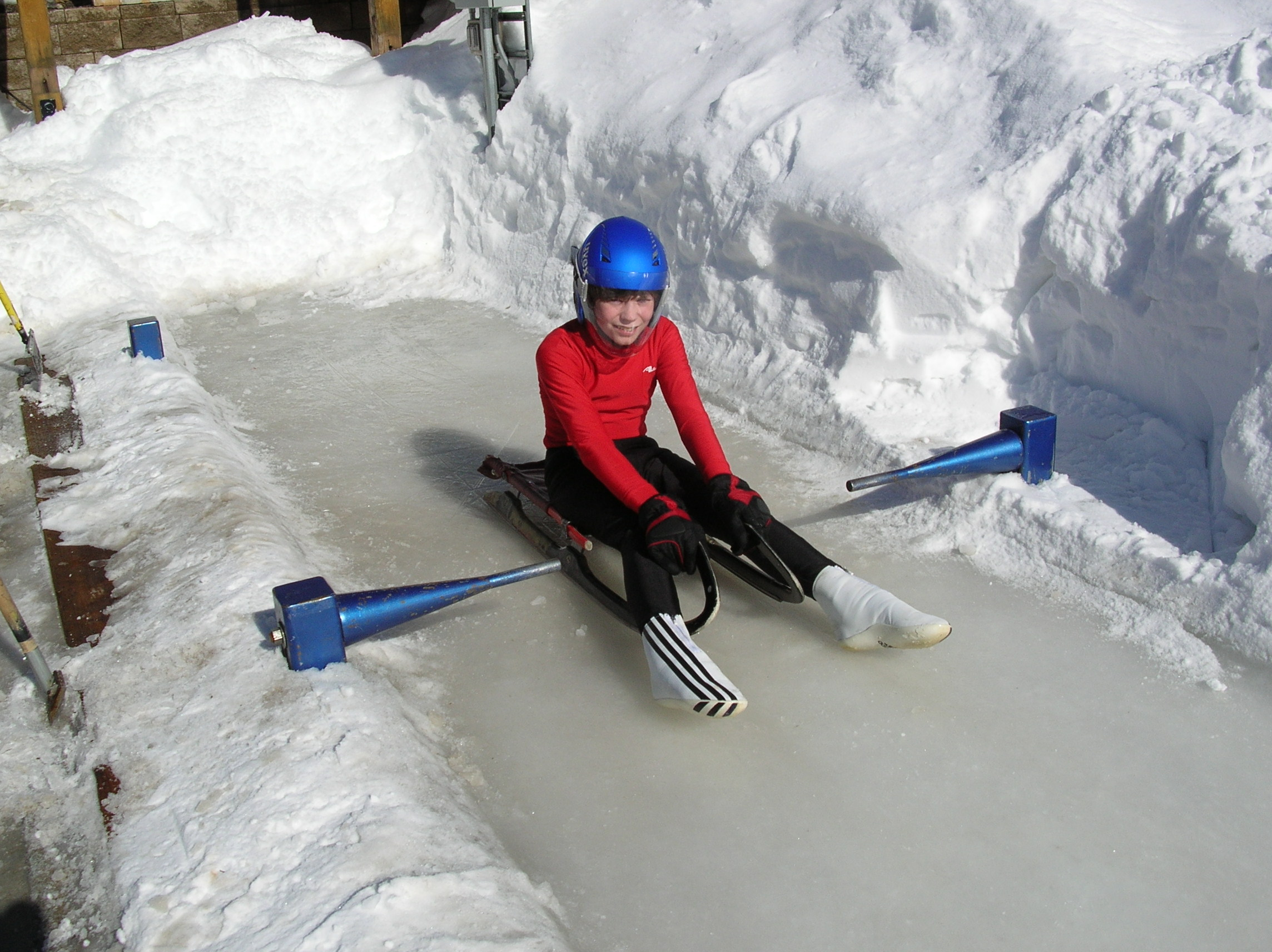
Naturodel.
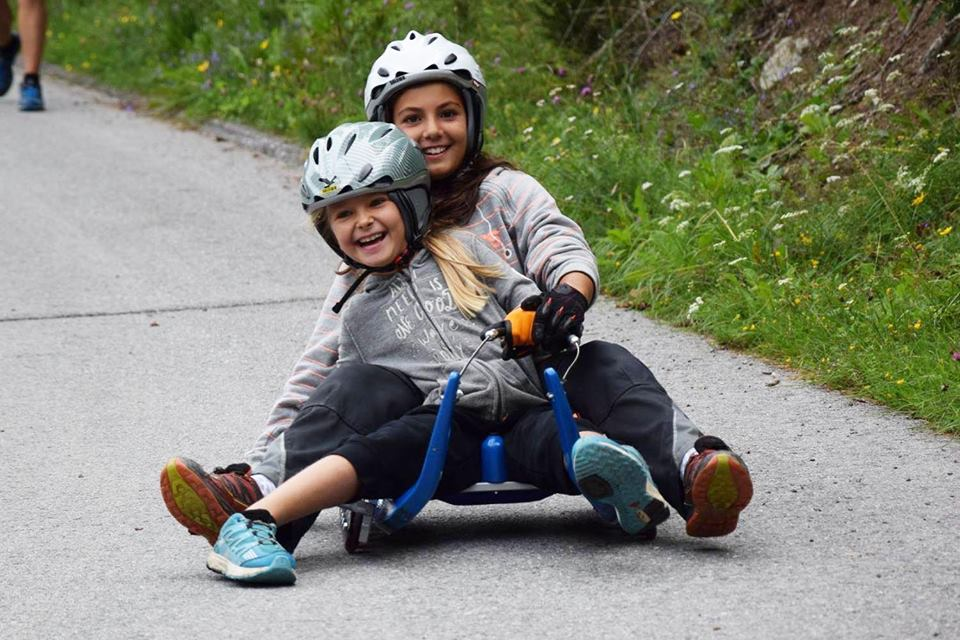
Hjulrodel.
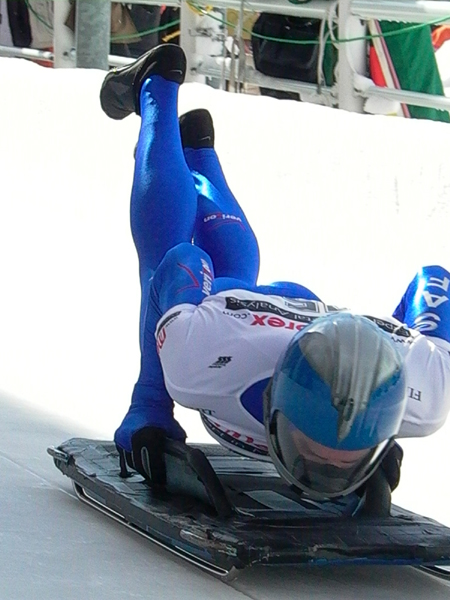
Skeleton.
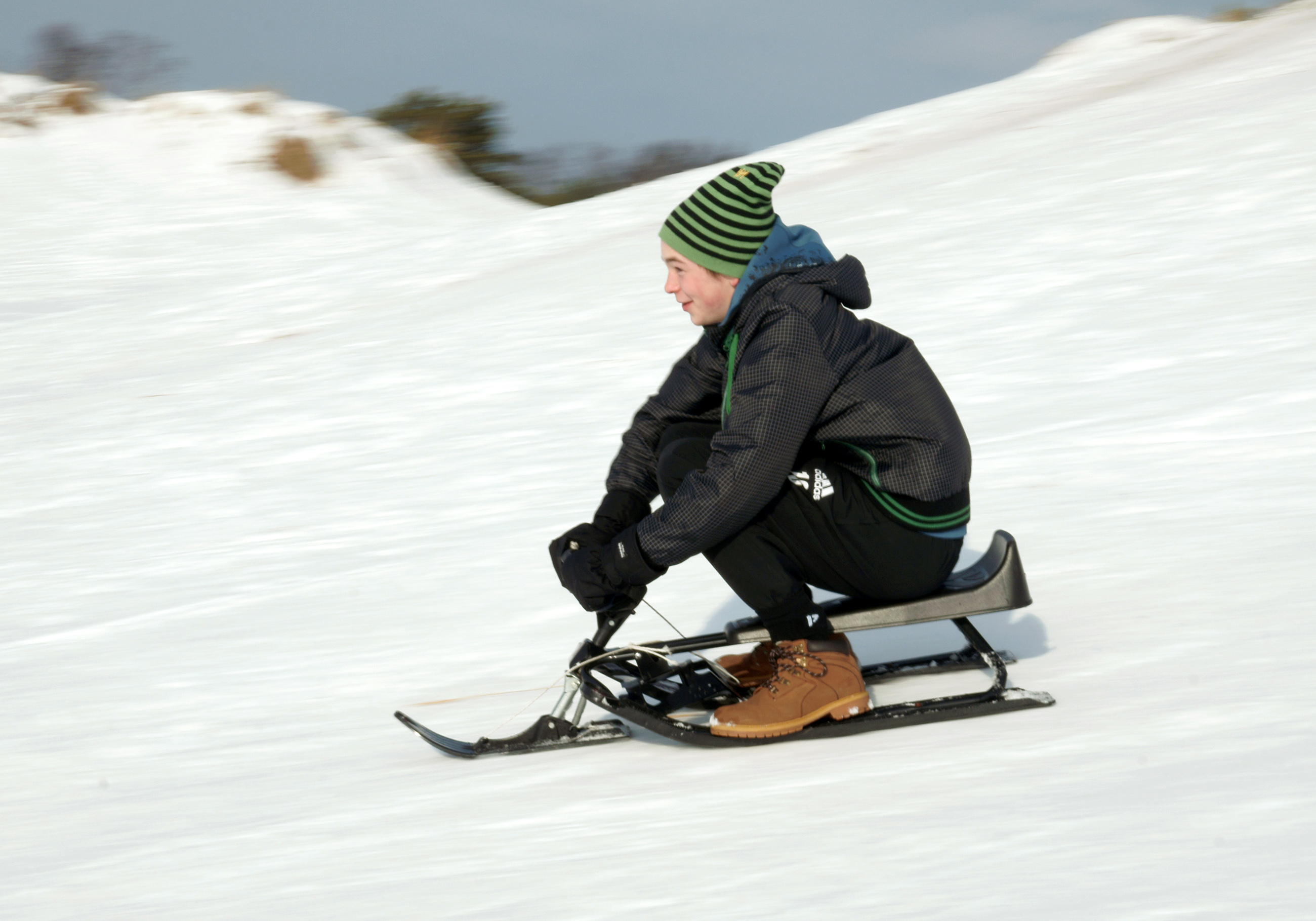
Sledcross.